# Čigoligo
Čigoligo je název časopisu, vydávaného pražským skautským oddílem Dvojka. První číslo vyšlo 17. listopadu 1929.  Pražská Dvojka vydává oddílový časopis téhož jména i v roce 2020. 

## Původ názvu
Jaroslav Foglar, vedoucí Dvojky v letech 1927 až 1987, uvádí v knize Náš oddíl toto vysvětlení: „Slovo Čigoligo přivezl kdysi dávno jeden náš bývalý člen z Afriky, kde je slyšel od domorodců. Co to slovo znamená, dodnes nevíme a ani se po tom nepídíme. Pro nás je to pojem už ryze oddílový, který se za celá desetiletí tak vžil, že se mu nedivíme a ani si nelámeme jazyk při jeho vyslovování. Máme ho i v oddílovém pokřiku.“ 
Sama Dvojka na svém webu v roce 2004 upřesňuje původ slova v názvu časopisu takto: „V roce 1922 měla Stará Dvojka tábor pod zříceninou hradu Příběnice u Bechyně na Lužnicí. Jako host byl na táboře vedoucí dánských skautů bratr Jorgen a právě on naučil tehdejší Dvojkaře oddílový pokřik „Čigoligo, Čigoligo...atd.“, slova prý znal od jednoho černošského kmene, s kterým se setkal na cestě Afrikou.“ 
Spisovatel a bývalý člen Dvojky Jiří Zachariáš potvrzuje ve své knize "Stoletý hoch od Bobří řeky" informaci o původu jména časopisu takto: "Vypůjčil si jej z oddílového pokřiku užívaného ještě předfoglarovskou Dvojkou. Ví se, že pokřik naučil členy Dvojky dánský skautský vůdce, který přijel do Československa na výměnnou návštěvu. Jmenoval se Aage Jörgensen a v roce 1922 s Dvojkou tábořil u Příběnic na Lužnici." 

## Věstník, časopis
Čigoligo navázalo na předchozí časopis Dvojky, který Jestřáb vydával v jediném výtisku pod názvem Originál Váša a jehož první číslo o šestnácti stránkách vyšlo v Táboře na Bobří řece dne 6. července 1929.  Týdenní věstník oddílu, označovaný též jako oběžník nebo časopis, Čigoligo, psal původně Jestřáb sám, jako vedoucí oddílu, na rozdíl od Kompasu, což byl v určitou dobu časopis Dvojky, do kterého mohli přispívat všichni chlapci oddílu. Jestřáb psal Čigoligo na stroji, jednostranně na listy formátu A4, jako zprávy z oddílu a doplňoval je kresbami. V horní části listu na pravé straně byl v oválku či rámečku název Čigoligo, číslo výtisku a datum vydání. Záhlaví se každoročně mírně měnilo, aby šlo ročníky snadněji odlišit. Celkově se namnožilo na cyklostylu okolo 70 kusů (výtisků) každý týden a všichni členové oddílu obdrželi po jednom výtisku věstníku. Okolo patnácti výtisků bylo předáno jiným oddílům a zbytek byl uložen v klubovně pro nové budoucí členy. O Vánocích, když oddíl pořádal besídku, které se účastnili i bývalí členové, dostali tito poslední ročník Čigoliga sešitý do tuhých desek. 
Poslední číslo připravené Jestřábem vyšlo v roce 1988. V období od 13. března 1938 do roku 1940 vycházel časopis s obrázkem hlavy indiána na titulní straně a říkalo se mu tak Indiánské Čigoligo. Takto vyšlo celkem 19 čísel časopisu.  
Ve válečných letech 1942/1943 byl věstník pojmenován jako Pomalago (vycházel jako měsíčník, poprvé v září 1942, až do července 1943).  Od května 1945, téměř do konce roku 1948, vycházelo Čigoligo jako týdenní zpravodaj, rozmnožovaný cyklostylem. 
Později vychází časopis jako Gonio (od 21. září 1954 do roku 1966). Od ročníku 1966/1967 opět jako Čigoligo, jednostránkový, Foglarem připravovaný měsíčník a to až do roku 1988, i když ke konci již Foglar Dvojku aktivně nevedl.   

## Citát
Většina chlapců uchovává své časopisy v tvrdých deskách, aby se jednotlivé listy nepomačkaly při listování a občasném opětovném pročítání. Přitom si připomenou nejen prožité události z oddílových výprav, ale zároveň si i osvěží různé rady a jiné potřebné věcičky, o nichž se v Čigoligu píše…Rodiče většinou Čigoligo pilně čtou, netrpělivě náš věstník očekávají a od svého syna ho vymáhají. Dozvídají se tak prakticky všechno o oddíle a jeho činnosti i o našich trampotách a potřebách, a mohou tak lépe pomoci.  
Jaroslav Foglar

## Další použití slova
Slovo "Čigoligo" se také vyskytuje v oddílovém pokřiku Dvojky:
Hurarara hury rahy, junáci jsme, skauti z Prahy.
Čigoligo, čigoligo, čau, čau, čau,
pomalago, pomalago, pau, pau, pau.
Čigoligo, pomalago, vis pom pej,
druhý oddíl ra ro rej. Ahoj! 

## Řekli o Čigoligu
Miloš Zapletal
- Na Čigoligu je zajímavé, že vycházelo rozmnožované i v době, kdy přechovávat doma cyklostyl bylo pro Jestřába velice nebezpečné....Ale co všechno by Jestřáb neudělal pro svou milovanou Dvojku! Čigoligo se stalo pevnou oddílovou tradicí, kterou bylo nutné udržovat! A ještě jedna groteskní podrobnost. Aby zametl stopy, že jeho "skupina Klubu českých turistů" je 2. skautský oddíl skrytý pod novou firmou, změnil za války v roce 1942 název. Místo Čigoliga tiskl Pomalago...Stejná historie se opakovala po roce 1948, kdy se Dvojka skrývala v tělovýchovné jednotě jako tábornický oddíl. V době, kdy bylo Foglarovi na stopě StB a hrozilo akutní nebezpečí, že vůdce ilegálního skautského oddílu zavřou a Dvojku rozpustí, název Čigoligo znovu změnil, tentokrát časopis přejmenoval na Gonio. Pod tímto názvem však vyšlo jen pět ročníků, a sotva se poměry v šedesátých letech trochu uvolnily, Jestřáb se vrátil k tradičnímu jménu Čigologo.[16]